# Region Bernina
Region Bernina (niem. Region Bernina) – jednostka administracyjna w Szwajcarii, w kantonie Gryzonia. Powstała 1 stycznia 2016. Powierzchnia regionu wynosi 237,31 km², zamieszkany jest przez 4 561 osób (31 grudnia 2020). Siedziba administracyjna regionu znajduje się w miejscowości Poschiavo. Pod względem liczby mieszkańców jest najmniejszym regionem w kantonie.

## Gminy
W skład regionu wchodzą dwie gminy: 
| Gminy regionu Bernina | Gminy regionu Bernina | Gminy regionu Bernina     | Gminy regionu Bernina | Gminy regionu Bernina |
| Herb                  | Nazwa gminy           | Ludność (31 grudnia 2020) | Powierzchnia km²      |                       |
| --------------------- | --------------------- | ------------------------- | --------------------- | --------------------- |
| Brusio                | Brusio                | 1 120                     | 46,30                 |                       |
| Poschiavo             | Poschiavo             | 3 441                     | 191,01                |                       |